# Хоакин (футболист)
Вижте пояснителната страница за други личности с името Хоакин.
Хоакин Санчес Родригес (на испански: Joaquín Sánchez Rodríguez), по-известен само като Хоакин, е бивш испански футболист, който игра като дясно крило.
Хоакин е играл за Испания в повече от 50 мача, представяйки страната на две световни купи и едно европейско първенство.

## Клубна кариера

### Малага
На 24 юни 2011, Хоакин напуска Валенсия и сключва тригодишен договор с Малага на стойност 4 милиона евро. Той прави дебюта си за клуба на 28 август срещу Севиля и вкарва първите си два гола за клуба в среща срещу Гранада.
В две домакински срещи срещу Реал Валядолид и Милан през октомври 2012, головете на Хоакин носят победа на Малага.